# Buonanotte Bettina
Buonanotte Bettina (Bonne nuit Bettina) est une comédie musicale théâtrale italienne en deux actes des dramaturges italiens Garinei et Giovannini.

## Création et reprise
La première de la pièce est jouée au Teatro Vittorio Alfieri de Turin (it) le 14 novembre 1956, sur une mise en scène de Garinei et Giovannini, avec Walter Chiari dans le rôle d'Andrea et Delia Scala dans le rôle de Nicoletta.
Il existe aussi une version cinématographique de 1967 sur une mise en scène d'Eros Macchi (it),.

## Trame
Le père d'Andrea et la mère de Nicoletta cachent ou révèlent une attirance entre eux. Le manuscrit d'un roman intitulé Buonanotte Bettina, de l'éditeur romain Colibò, est retrouvé par hasard dans un taxi. 
Le contenu est brûlant. Avec des tons allant entre l'osé et le romantique, il conte les rencontres sensuelles entre Bettina et le routier grossier Joe. L'éditeur considère l'œuvre comme une découverte éditoriale et se met à la recherche de l'auteur. Nicoletta, une jeune épouse discrète, découvre ainsi que son roman est en train de devenir un succès éditorial, et compte contacter Colibò pour être reconnue comme auteur.
Andrea, le mari de Nicoletta, employé de banque, ne se retrouve pas en Joe si masculin, et il est choqué par l'image publique de sa femme en tant qu'auteur d'aventures lubriques. Il aimerait qu'elle reste inconnue, en utilisant un nom de balle, en soupçonnant une autobiographie de Nicoletta dans le roman, en se consumant dans la jalousie.
Des malentendus et des imprévus de toutes sortes s'ensuivent, qui portent vers une fin plutôt rassurante.

## Distribution
- Walter Chiari : Andrea Persichetti
- Delia Scala : Nicoletta de Rinaldis
- Odoardo Spadaro : Ettore Persichetti, père d'Andrea Persichetti
- Lola Braccini : Yvonne de Rinaldis, mère de Nicoletta
- Giuseppe Porelli : le commandeur Sanfelice, chef du bureau
- Anna Sora : Marina
- Paolo Panelli : Venturi, ami d'Andrea
- Franco Ressel : l'éditeur Colibò
- Toni Ucci